# Atlanta Hawks 1973-1974
La stagione 1973-74 degli Atlanta Hawks fu la 25ª nella NBA per la franchigia.
Gli Atlanta Hawks arrivarono secondi nella Central Division della Eastern Conference con un record di 35-47, non qualificandosi per i play-off.

## Roster
| N° | Naz.                   | Ruolo | Sportivo       | Anno | Alt. | Peso |
| -- | ---------------------- | ----- | -------------- | ---- | ---- | ---- |
| 3  | Stati Uniti (bandiera) | GA    | Herm Gilliam   | 1946 | 191  | 86   |
| 8  | Stati Uniti (bandiera) | C     | Walt Bellamy   | 1939 | 211  | 102  |
| 12 | Stati Uniti (bandiera) | AC    | Jim Washington | 1943 | 198  | 95   |
| 13 | Stati Uniti (bandiera) | AC    | Dwight Jones   | 1952 | 208  | 95   |
| 20 | Stati Uniti (bandiera) | G     | Steve Bracey   | 1950 | 185  | 79   |
| 22 | Stati Uniti (bandiera) | A     | John Tschogl   | 1950 | 198  | 93   |
| 23 | Stati Uniti (bandiera) | GA    | Lou Hudson     | 1944 | 196  | 95   |
| 24 | Stati Uniti (bandiera) | G     | Tom Ingelsby   | 1951 | 191  | 82   |
| 33 | Stati Uniti (bandiera) | GA    | John Wetzel    | 1944 | 196  | 86   |
| 44 | Stati Uniti (bandiera) | G     | Pete Maravich  | 1947 | 196  | 89   |
| 50 | Stati Uniti (bandiera) | C     | John Brown     | 1951 | 201  | 100  |
| 54 | Stati Uniti (bandiera) | C     | Dale Schlueter | 1945 | 208  | 102  |

## Staff tecnico
- Allenatore: Cotton Fitzsimmons
- Vice-allenatore: Bumper Tormohlen